# Spilogona comata
Spilogona comata är en tvåvingeart som först beskrevs av Huckett 1932.  Spilogona comata ingår i släktet Spilogona och familjen husflugor.
Artens utbredningsområde är Alaska. Inga underarter finns listade i Catalogue of Life.